# Rue Euryale-Dehaynin
La rue Euryale-Dehaynin est une rue du 19e arrondissement de Paris.

## Situation et accès
Elle commence au quai de la Loire et se termine à l’avenue Jean-Jaurès. Le collège Sonia-Delaunay est situé dans cette rue.
Ce site est desservi par la station Laumière sur la ligne 5 du métro de Paris.

## Origine du nom

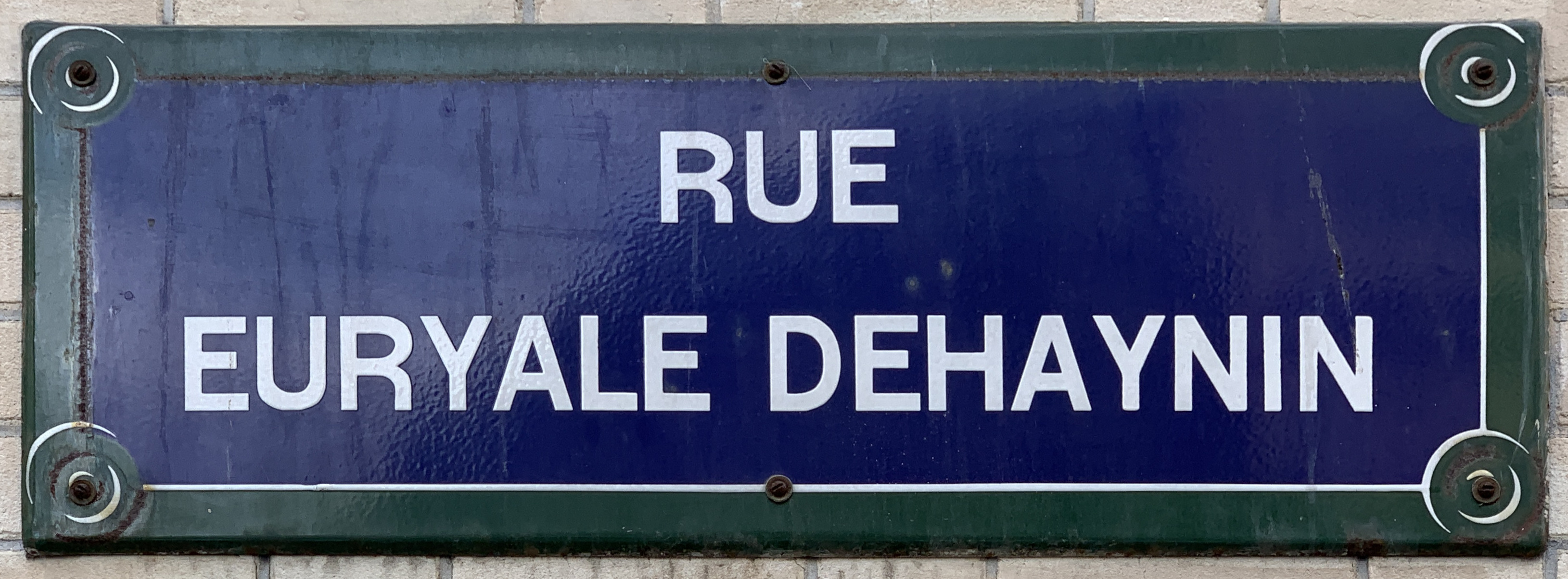
Plaque de la rue.

La rue est nommée d’après le propriétaire du terrain au moment de la création de la rue.
D'une ancienne famille de Valenciennes, Euryale Dehaynin (1814-1907) est un entrepreneur de Valenciennes connu pour être le fondateur de la Société de charbonnage Dehaynin père & fils et pour avoir pris un brevet pour son « invention de charbon aggloméré ». Il épouse Jeanne Sallerin qui, une fois veuve, fait don à la ville de Paris d’un grand espace à proximité immédiate du bassin de la Villette, sur le quai de la Loire. La rue Euryale-Dehaynin est faite justement à cet emplacement, celui du siège de sa société. Leur habitation, le château Landon, entouré d’un vaste domaine de chasse (sources ?), se trouvait à quelques centaines de mètres de là, au nord-est de la gare de l’Est.
Le couple aura trois enfants dont les destinées sont éloquentes du rayonnement familial :
- Cornille ;
- Coralie, qui se marie trois fois :
  - avec monsieur André,
  - avec le marquis de Grollier,
  - avec le baron de Choisy ;
- Marie, épouse d'Émile Lasson. Un de leurs enfants est le général Henri Alfred Lasson (1862–1951), chef du protocole de la présidence de la République, qui est nommé colonel affecté à la 11e brigade de dragons du 8 février 1915 au 26 février 1916 ; général de brigade le 27 juin 1916, affecté à la 33e brigade d’infanterie du 26 février 1916 au 20 mars 1917, puis à la 2e brigade de cuirassiers, du 30 septembre 1917 au 20 janvier 1918, général de division le 28 décembre 1920 (infanterie de la 2e division de cavalerie, du 20 janvier 1918 au 8 février 1918 ; 2e division de cavalerie du 8 février 1918 au 29 septembre 1920), élevé au grade de commandeur de la Légion d’honneur le 16 juin 1920. Il est ensuite chef de la Maison militaire du président de la République du 29 septembre 1920 au 19 novembre 1924.

## Historique
Cette rue est ouverte en 1903 et reçoit par un arrêté du 24 juin 1907 sa dénomination actuelle.